# 德魯希夫
50°53′14″N 26°47′26″E / 50.88722°N 26.79056°E
德魯希夫（烏克蘭語：Друхів）是位於烏克蘭西北部里夫內州裏里夫內區的村莊，始建於1596年，面積1.97平方公里，海拔高度172米，2001年人口1,459。